# Toshimichi Okubo

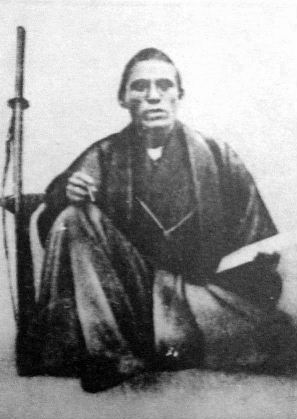
Ōkubo Toshimichi gekleed als samurai

Ōkubo Toshimichi (Japans: 大久保利通, Ōkubo Toshimichi) (Kagoshima, 1 augustus 1830 - aldaar, 14 mei 1878) was een Japans politicus, die Westerse ideeën ingang deed vinden in Japan.

## Inleiding
Okubo Toshimichi werd geboren in 1830 als de oudste van vijf kinderen, in Kagoshima. Van jongs af aan hield hij van studeren en, hoewel hij drie jaar jonger is dan Takamori Saigo, studeerden beiden aan dezelfde school, en werden ze goede vrienden. Op 15-jarige leeftijd werd hij benoemd tot Han-ambtenaar. Hij raakte verwikkeld in een politieke kwestie, wat tot gevolg had dat zijn vader werd verbannen en hij uit zijn ambt gezet werd. Na kwijtschelding door de heer Nariakira keerde hij terug naar zijn werk en werd betrokken in de reconstructie van de Han onder Hisamitsu. Gedurende deze periode onderhield hij zijn contact met Saigo. Hij was een van de leidende figuren van de Meiji-restauratie. 
In 1874 werd hij minister van binnenlandse zaken, maar werd vier jaar later vermoord door een voormalig samoerai.

## Biografie
Toshimichi was invloedrijk bij het introduceren van Westerse ideeën in Japan en was een van de sleutelfiguren bij het elimineren van het feodalisme in Japan.
Hij was lid van de Kobu Gattai Undo (Beweging voor de vereniging van het keizerlijk hof en het shogunaat) onder Hisamitsu Shimazu. 
Op 13 oktober 1867 waren de drie Han (Satsuma, Choshu en Tosa) het eens het shogunaat omver te werpen. Samen met Tomomi Iwakura en anderen voerde hij succesvol de fukko osei-staatsgreep (restauratie van de keizerlijke macht) uit. Met hun gecombineerde krachten versloegen ze het shogunaat in de veldslag van Tosa, op 3 januari 1868. Een nieuw tijdperk was aangebroken.
Nadat hij gediend had als sangi (raadgever) in de nieuwe regering, vervoegde hij de Iwakura-missie naar de Verenigde Staten en Europa als viceafgezant in 1871. In zijn afwezigheid voerde adviseur Erasmus Peshine Smith industriële hervormingen door. Bij zijn terugkeer kreeg hij ruzie met Saigo over een belangrijk diplomatiek probleem van die tijd: het zenden van een missie naar Korea om opnieuw een verdrag te sluiten. Okubo had zich sterk gekant tegen Saigo’s mening over de noodzakelijkheid van zo een missie. Wanneer beslist werd om de missie niet te maken, nam Saigo ontslag en keerde hij terug naar Kagoshima.
Okubo werd een sleutelfiguur in het kabinet en werd uiteindelijk aangewezen als raadgever van de staat. Hij verkreeg zo grote macht in de regering.

## Verwezenlijkingen
Okubo voerde tal van belangrijke hervormingen door zoals hanseki hokan (de terugkeer van landen en mensen naar de keizer) en haihan chiken (de afschaffing van clans en de realisatie van prefecturen). Hiermee versterkte hij de fundering van de nieuwe regering.
In 1874 werd hij minister van Binnenlandse Zaken en sponsorde een militaire expeditie naar Taiwan. Okubo was een hardwerkende idealist die ononderbroken probeerde te werken om de voordelen van de westerse beschaving naar Japan te brengen.

## Moord op Okubo
Na de Satsuma-rebellie van 1877, waar hij de kant koos van de regering, werd hij vermoedelijk vermoord op weg naar Tokio door zes mannen van de prefectuur Ishikawa, minder dan een jaar na de zelfmoord van Saigo, die zelfmoord had gepleegd door zijn nederlaag in de zuidwestelijke Satsuma-rebellie.